# Вармонтовиці
Вармонтовиці (пол. Warmątowice, нім. Warmuntowitz) — село в Польщі, у гміні Стшельці-Опольські Стшелецького повіту Опольського воєводства.
Населення — 626 осіб (2011).

## Демографія
Демографічна структура станом на 31 березня 2011 року:
|          | Загалом | Допрацездатний вік | Працездатний вік | Постпрацездатний вік |
| -------- | ------- | ------------------ | ---------------- | -------------------- |
| Чоловіки | 330     | 68                 | 233              | 29                   |
| Жінки    | 296     | 52                 | 192              | 52                   |
| Разом    | 626     | 120                | 425              | 81                   |